# 3710 Богословски
3710 Богословски (енгл. 3710 Bogoslovskij) је астероид главног астероидног појаса са средњом удаљеношћу од Сунца која износи 2,739 астрономских јединица (АЈ).
Апсолутна магнитуда астероида је 12,8.